# Okręg wyborczy nr 59 do Sejmu Polskiej Rzeczypospolitej Ludowej (1989–1991)
Okręg wyborczy nr 59 do Sejmu Polskiej Rzeczypospolitej Ludowej (1989–1991) obejmował województwo łomżyńskie. W ówczesnym kształcie został utworzony w 1989. Wybieranych było w nim 5 posłów w systemie większościowym.
Siedzibą okręgowej komisji wyborczej była Łomża.

## Wybory parlamentarne 1989

### Mandat nr 227 –Polska Zjednoczona Partia Robotnicza
| Kandydat | I tura | I tura | II tura | II tura |
| Kandydat | Głosów | %      | Głosów  | %       |
| --- | ------ | ------ | ------- | ------- |
| Mieczysław Czerniawski                                                                                         | 34 757 | 25,84  | 17 515  | 49,37   |
| Wojciech Konoplański                                                                                           | 17 584 | 13,07  | 10 076  | 28,40   |
| Liczba głosów ważnych: 134 523 (I tura) • 35 478 (II tura) Źródło: Państwowa Komisja Wyborcza I tura i II tura |        |        |         |         |

### Mandat nr 228 –Zjednoczone Stronnictwo Ludowe
| Kandydat | I tura | I tura | II tura | II tura |
| Kandydat | Głosów | %      | Głosów  | %       |
| --- | ------ | ------ | ------- | ------- |
| Witold Leśniewski                                                                                              | 20 584 | 15,99  | 17 301  | 48,98   |
| Ryszard Grodzki                                                                                                | 13 930 | 10,82  | 11 430  | 32,36   |
| Tadeusz Mocarski                                                                                               | 10 865 | 8,44   | —       | —       |
| Tadeusz Waluch                                                                                                 | 6673   | 5,18   | —       | —       |
| Liczba głosów ważnych: 128 742 (I tura) • 35 321 (II tura) Źródło: Państwowa Komisja Wyborcza I tura i II tura |        |        |         |         |

### Mandat nr 229 – bezpartyjny
| Kandydat                                                          | Głosów | %     |
| ----------------------------------------------------------------- | ------ | ----- |
| Ryszard Kraszewski                                                | 99 279 | 73,83 |
| Wiesław Wenderlich                                                | 8162   | 6,07  |
| Jan Jabłonowski                                                   | 7948   | 5,91  |
| Józef Babiel                                                      | 7351   | 5,47  |
| Liczba głosów ważnych: 134 473 Źródło: Państwowa Komisja Wyborcza |        |       |

### Mandat nr 230 – bezpartyjny
| Kandydat                                                          | Głosów | %     |
| ----------------------------------------------------------------- | ------ | ----- |
| Marek Rutkowski                                                   | 95 215 | 74,36 |
| Zofia Kopczewska                                                  | 9265   | 7,24  |
| Władysław Puławski                                                | 7347   | 5,74  |
| Andrzej Olszewski                                                 | 3320   | 2,59  |
| Zdzisław Wołkowicki                                               | 2649   | 2,07  |
| Czesław Sylwestrzuk                                               | 1427   | 1,11  |
| Liczba głosów ważnych: 128 047 Źródło: Państwowa Komisja Wyborcza |        |       |

### Mandat nr 446 –Polska Zjednoczona Partia Robotnicza
| Kandydat                                                         | Głosów | %     |
| ---------------------------------------------------------------- | ------ | ----- |
| Stanisław Gabrielski                                             | 14 950 | 42,21 |
| Krzysztof Janik                                                  | 10 168 | 28,71 |
| Liczba głosów ważnych: 35 416 Źródło: Państwowa Komisja Wyborcza |        |       |